# Terra incognita

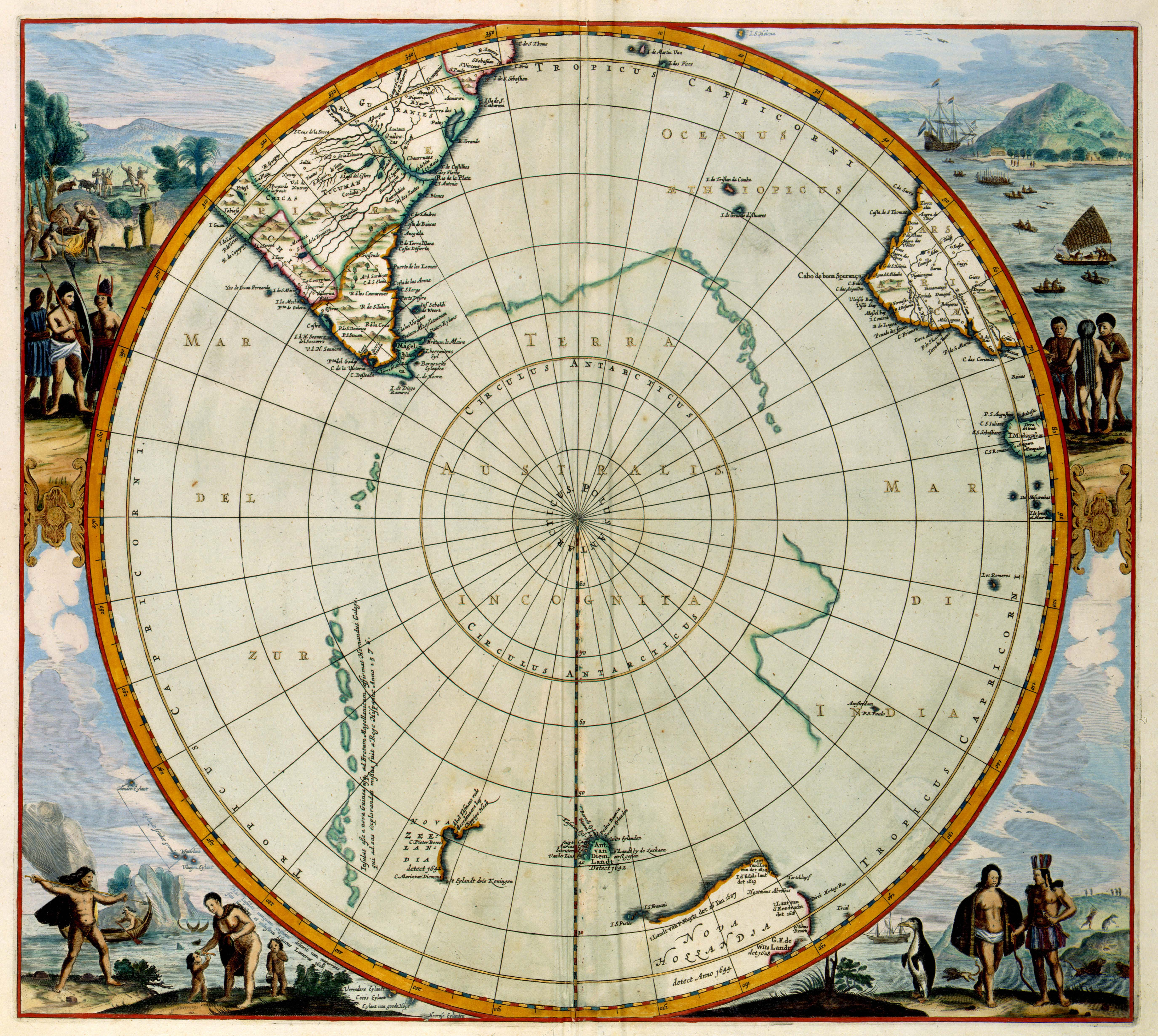
Un mapa representando la Terra australis incognita.

Una terra incognita o terra ignota (del latín que significa "tierra desconocida") es un territorio que aún no ha sido explorado por el hombre.
Esta inscripción se encontraba originalmente en los mapas, principalmente en los planisferios, para designar las tierras situadas más allá de las zonas conocidas por la civilización occidental. Así, el África interior (cuenca del río Congo principalmente) ha sido considerado durante mucho tiempo como terra incognita, lo mismo que los lugares situados al sur de Nueva Zelanda (terra australis incognita, tierra austral desconocida). los cartógrafos se alimentaban de numerosos mitos que ellos transcribían en sus mapas. Ellos por ejemplo, escribían: « hic sunt dracones » (aquí, hay dragones" en latín) o bien se contentaban con dibujar criaturas fantásticas, serpientes marinas gigantes por ejemplo. Actualmente solo existe un mapa donde aparezca la expresión « hic sunt dracones », el Globo Lenox, en la colección de la Biblioteca Pública de Nueva York.

Desde 1830, las exploraciones se multiplicaron y la expansión colonial favoreció el descubrimiento de los últimos territorios desconocidos por el hombre occidental, con exploradores como David Livingstone que descubrió el África central y oriental y la cuenca del río Congo. Durante el siglo XIX, con el desarrollo de las sociedades geográficas, la mención de terra incognita fue desapareciendo poco a poco de los mapas.
Actualmente, ya casi no existen territorios que no hayan sido explorados por el hombre. Desde entonces el término se utiliza más en un sentido figurado. Así, una materia puede ser  terra incognita para una persona si ella excede el campo de sus conocimientos. 
La expresión "terra incognita" está vinculada al descubrimiento y a los grandes espacios, así pues es utilizada frecuentemente en un marco comercial para recordar estas dos nociones.

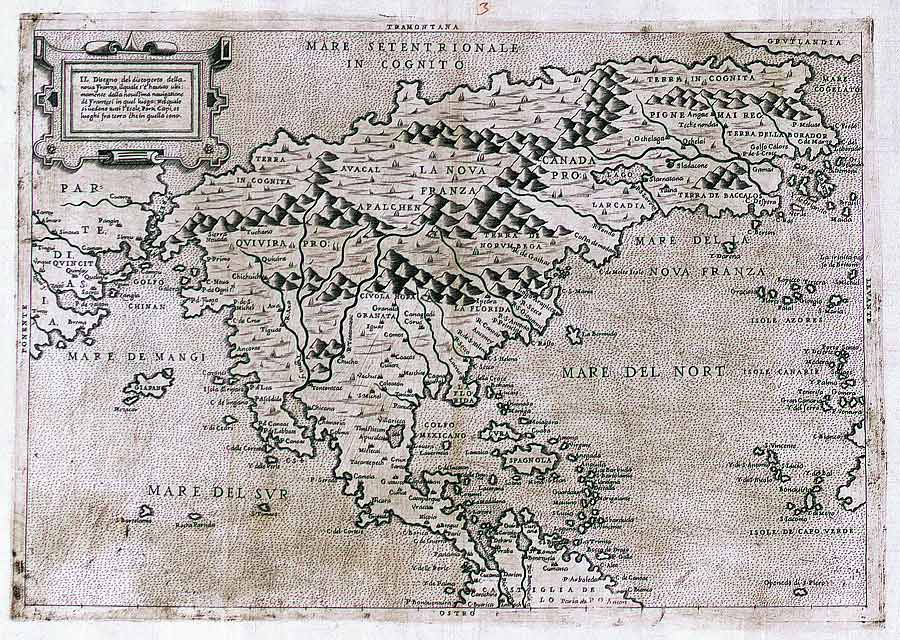
Mapa italiano de 1566, mostrando las inscripciones terra incognita y mare incognitum.